# オクサナ・マラヤ
オクサナ・マラヤ（Оксана Малая、1983年11月 -）は3歳から8歳まで犬により育てられたと思われる野生児の女性。別名Dog Girl（犬少女）。

## 概要
オクサナは1983年11月、旧ソビエト連邦西部（現在のウクライナ）に生まれる。
彼女の両親はアルコール使用障害で彼女の面倒を見ることをせず、それが原因でオクサナは3歳の時に家の裏にある犬小屋に住み始める。以来彼女は犬の群れの中で生きるようになり、犬のように吠え、うずくまり、食べ物を目にしたら食べる前にその臭いをかぐようになった。
彼女が8歳の時に付近の住人により発見されたが、4本足で走る行動は犬そのもので、人語はほとんど話すことが出来ず、人間の持つ社会性や情緒性も欠如していた。彼女は保護された後、精神障害者のための施設に入れられる。
その後施設で生きていく中で、彼女は人語を理解し、話せるようになり、犬のような行動の多くも矯正された。しかしながら強いストレスに晒された際は犬と共に暮らしていた頃を思い出すらしく、当時と同じような行動を示す。
2006年にオクサナは精神障害者自立のための施設（牧場）に送られ、そこで牛の世話をして過ごすようになった。
彼女は学習障害こそあれ、野生児にありがちな自閉症を持っている様子は無い。
2013年にはテレビ出演するまでに回復している。